# Ningde
Ningdé (en chino, 宁德市; pinyin, Níngdé shì), también conocida como Mindong en chino, 闽东; pinyin, Mǐndōng), es una ciudad-prefectura localizada en la costa de la provincia de Fujian, en la República Popular de China. Limita, al norte, con la provincia de Zhejiang; al sur, con Fuzhou; al oeste, con Nanping; y, al este, con el mar de China Oriental. Su área es de 13.500 km² y su población es de 3.350.273 habitantes. 

## Administración
La ciudad prefectura de Ningdé administra 1 distrito (qu), 2 ciudades (shi) y 6 condados (xian), población a 2010.
- Fú'ān Shì 563,640
- Fúdĭng Shì 529,534
- Gŭtián Xiàn 323,700
- Jiāochéng Qū 429,260
- Píngnán Xiàn 137,724
- Shòuníng Xiàn 175,874
- Xiápŭ Xiàn 461,176
- Zhèróng Xiàn 88,387
- Zhōuníng Xiàn 112,701

## Historia
La historia de la ciudad se remonta desde hace 10.000 a 20.000 años durante el último período del Paleolítico Superior, en la Edad de Piedra ya había seres humanos viviendo aquí. En el 282, el gobierno de la dinastía Jin estableció el gobierno magistrado aquí. Y durante los primeros veinte y tres años de la dinastía Yuan, Funingzhou (福宁 州) se creó. En 1736, durante el reinado del emperador Yongzheng de la dinastía Qing, ascendió y fue cambiada a Ningde (福宁). En junio de 1971, la región fue ascendida a ciudad-prefectura.

## Geografía
Situada a unos 300 kilómetros al norte del trópico de Cáncer, la ciudad de Ningdé abarca 13.500 km² de superficie. Al igual que el resto de la provincia de Fujian, Ningdé se encuentra en una región montañosa y también goza de casi 200 km de costa hacia el estrecho de Taiwán y el este del mar de China.

## Clima
Su clima es subtropical húmedo, con amenaza de tifones ocasionales. La temperatura media oscila desde 13C hasta 20C, mientras que la media anual de precipitaciones varía desde 1250 hasta 2350 milímetros. La región también cuenta con un período libre de heladas de 235 a 300 días al año, lo cual es muy beneficioso para la agricultura.
vea el pronóstico

## Economía
- Su economía se basa en la agricultura en especial el te y los hongos y en menor cantidad las frutas como toronjas, duraznos, etc.
- Ningde es el productor de muchos de los recursos minerales no metálicos, tales como el granito, diorita y basalto.
- La ciudad también cuenta con su propia fabrica de Energía nuclear.